# 홍도천연보호구역
홍도 천연보호구역(紅島 天然保護區域)은 대한민국 전라남도 신안군 대흑산도에서 서쪽으로 19 km 떨어진 곳에 있으며, 홍도와 탑섬, 고예리도, 띠섬, 높은섬 등 20여 개의 섬으로 이루어져 있다. 1965년 4월 7일 대한민국의 천연기념물 제170호로 지정되었다.

## 개요
홍도 천연보호구역은 대흑산도에서 서쪽으로 19 km 떨어진 곳에 있으며, 홍도와 탑섬, 고예리도, 띠섬, 높은섬 등 20여 개의 섬으로 이루어져 있다. 홍도는 해안선의 길이가 20.8 km 밖에 안되는 작은 섬으로 지질은 사암과 규암이 대부분이며, 끊임없이 작용하는 파도의 침식 작용에 의해 부서진 바위 조각이 천하의 절경을 이루고 있다.
홍도의 식물로는 545종이 알려져 있으며, 섬의 일부에서는 자연 그대로의 상태에 가까운 원시림을 볼 수 있다. 특히 나도풍란, 풍란, 석곡, 새우난초, 무엽란, 홍도원추리, 홍도까치수염, 영주치자, 백량금, 섬모시풀, 흰동백 등의 희귀식물 및 특산 식물이 자라고 있다. 또한 사람주나무, 모밀잣밤나무, 구실잣밤나무, 후박나무, 식나무, 동백나무 등이 군락을 이루며 자라고 있다.
동물로는 곤충류, 조류, 파충류 등 총 231종이 알려져 있는데, 이 중 남색남방공작나비는 제주도와 이곳에서만 볼 수 있는 희귀종으로 보호가 필요하며 흑비둘기, 염주비들기, 흑로, 가마우지, 쇠가마우지, 괭이갈매기, 원앙 등 보호할 가치가 있는 새들이 많이 살고 있다.
홍도의 바다는 물이 맑고 풍부한 생물상을 보유하고 있어서 훌륭한 야외수족관이라 할 수 있으며, 해조류 24종, 무척추동물류 117종, 어류 233종이 알려져 있다.
이와같이 홍도는 지질구조, 육상 및 해양 생물상이 다양하여 우리나라 서남해의 섬들을 대표할 수 있으므로 홍도 전체를 천연보호구역으로 지정하여 보호하고 있다.

## 참고 문헌
- 문화재청, 《문화재이야기여행 천연기념물 100선 보관됨 2016-08-28 - 웨이백 머신》, pp245–251, 2016-03-31

## 참고 자료
- 홍도천연보호구역 - 국가유산청 국가유산포털